# غرير خنزيري
الغرير الخنزيري أو الغرير الخنزيري الكبير (الاسم العلمي: Arctonyx collaris)، جنس من الثدييات وينتمي إلى فصيلة ابن عرس. مواطنه الأصيلة في وسط وجنوب شرق آسيا. وهو مُصنف على أنه نوع مهدد بخطر انقراض أدنى في القائمة الحمراء للأنواع المهددة بالانقراض الصادرة عن الاتحاد الدولي لحفظ الطبيعة، لأنه يعتقد أن أعداده في العالم تتناقص بسبب ارتفاع مستويات الصيد غير المشروع.